# Замок Дарроу
Замок Дарроу (англ. Castle Durrow) — один із замків Ірландії, розташований в графстві Леїш. Замок по суті є заміським особняком ірландських аристократів. Побудований в XVIII столітті в перепалладійському стилі, що був популярний в той час. Замок Дарроу був побудований для проживання, а не для оборони і вважається одним із кращих заміських будинків аристократії графства Леїш. Нині це розкішний готель.

## Історія замку Дарроу
Замок Дарроу був побудований в 1712—1716 роках полковником Вільямом Фловером. У 1733 році він отримав титул барона Дарроу. У 1751 році вин Вільяма — Генрі отримавтитул І віконта Ешбрук, пера Ірландії. Цими титулами володії нині його нащадок — Майкл Фловер — ХІ віконт Ешбрук (нар. 1935 році).
Родина Фловер володіла замком до 1922 року, коли вони змушені були продати замок і виїхати в Англію в зв'язку з війною за незалежність Ірландії, що вирувала в той час. Замок купив містер Махер з Фрешфорда, графство Кілкенні, що займався деревиною і цікавився тутешнім лісом. Зрештою, Земельна комісія Ірландії взяла на себе розпорядження цими землями, а Лісовий департамент Ірландії взяв на себе розпорядження лісами.
Протягом кількох років замок стояв порожнім, потім ьув перетворений на школу в 1929 році — коледж Святого Фіттана, яким опікувався монастир. У 1998 році замок придбали Пітер і Шеллі Стокс і переробили замок Дарроу в готель вищого класу.